# Кшивкі-Пяскі
Кшивкі-Пяскі (пол. Krzywki-Piaski) — село в Польщі, у гміні Шренськ Млавського повіту Мазовецького воєводства.
Населення — 57 осіб (2011).
У 1975-1998 роках село належало до Цехановського воєводства.

## Демографія
Демографічна структура станом на 31 березня 2011 року:
|          | Загалом | Допрацездатний вік | Працездатний вік | Постпрацездатний вік |
| -------- | ------- | ------------------ | ---------------- | -------------------- |
| Чоловіки | 32      | 8                  | 19               | 5                    |
| Жінки    | 25      | 8                  | 12               | 5                    |
| Разом    | 57      | 16                 | 31               | 10                   |